# Алексей Комнин (протосеваст)
Алексей Комнин (греч. Ἀλέξιος Κομνηνός; 30 марта 1141, Константинополь, Византийская империя — 1182 или позже) — византийский политический деятель из династии Комнинов, внук императора Иоанна II. Принадлежал к ближайшему окружению своего дяди Мануила I, с 1176 года занимал посты протосеваста и протовестиария. После смерти Мануила в 1180 году стал фаворитом его вдовы Марии Антиохийской (ряд источников сообщает о любовной связи, но это остаётся недоказанным) и фактически правил империей от имени её сына Алексея II. Был свергнут Андроником Комнином и ослеплён.

## Биография
Алексей Комнин родился в 1141 году в семье Андроника Комнина, сына императора Иоанна II, и его жены Ирины, женщины неизвестного происхождения. Он стал последним, пятым, ребёнком и вторым сыном. Придворный поэт Феодор Продром сочинил хвалебную поэму по случаю появления на свет очередного Комнина. Спустя всего год Андроник умер во время восточного похода. Феодор Продром в связи с этим написал ещё одно стихотворение, в котором Алексей упоминается как единственное утешение для скорбящей матери.
Алексей вырос при дворе своего дяди, императора Мануила I. Последний не раз отправлял Ирину в тюрьму, но к её сыновьям был благосклонен (особенно к старшему, Иоанну). Первое упоминание об Алексее относится к 1157 году, когда он присутствовал на заседаниях синода, осудившего как еретика патриарха Антиохийского Сотириха Пантевгена. Ещё до этого Алексей должен был начать военную службу и сопровождать императора в ряде походов, но источники об этом ничего не сообщают. В 1166 году он присутствовал на ещё одном синоде, в мае или июне 1167 года получил пост протостратора. Пребывая на этой должности, он тяжело заболел, и жена ради его выздоровления пожертвовала одной из столичных церквей богато расшитое покрывало; по этому поводу придворный поэт, оставшийся неизвестным, написал стихотворение.
В 1176 году Алексей сражался при Мириокефале, где византийцы были разгромлены сельджуками. В этой битве погиб его брат, так что Алексей стал протосевастом и протовестиарием, то есть одним из наиболее влиятельных придворных. Теперь он был номинальным главой двора с набором дипломатических функций и старшим из севастов — близких родственников и особых любимцев императора. В 1178 году Алексей возглавил посольство во Францию, которое сначала выдало Евдокию Комнину за графа Монпелье Гийома VIII, а потом привезло из Парижа в Константинополь Агнессу Французскую, дочь короля Людовика VII, невесту наследника императорского престола Алексея.
В 1180 году умер император Мануил. Его наследнику Алексею II было всего 11 лет, так что власть перешла к вдовствующей императрице Марии Антиохийской. Протосеваст вскоре стал её фаворитом и фактически со-регентом. Распространились слухи, что Алексей сделал Марию своей любовницей, причём Никита Хониат уверенно пишет о любовной связи, а живший в XIII веке Феодор Скутариот, по-видимому, считает слухи необоснованными. Современные ученые сомневаются в достоверности этих данных, но признают, что Алексей Комнин сосредоточил в своих руках огромную власть.
Усиление протосеваста встревожило других императорских родственников, и прежде всего дочь Мануила от первого брака Марию (отношения между ней и мачехой были напряжёнными ещё при жизни отца). Вокруг Марии сформировалась оппозиционная аристократическая группа, куда вошли её муж, кесарь Ренье Монферратский, севастократ Алексей Комнин (внебрачный сын Мануила), протостратор Алексей Комнин, градской епарх Иоанн Каматерос Дука, Андроник Лапард, двоюродные братья Марии Мануил и Иоанн Комнины (сыновья будущего императора Андроника Комнина, находившегося тогда в изгнании) и многие другие. Все эти люди были возмущены тем, что их отдалили от власти и богатств, и боялись репрессий.
Хониат и его современники, архиепископ Фессалоникийский Евстафий и Вильгельм Тирский, пишут, что, чувствуя себя всё более непопулярными, Алексей и Мария Антиохийская обратились за поддержкой к многочисленным латинским жителям Константинополя и латинским наёмникам, продолжая и даже усиливая пролатинскую политику Мануила. Некоторые современные историки в связи с этим рассматривают соперничество между протосевастом и Марией Комниной как борьбу между пролатинской и антилатинской партиями. Однако большинство исследователей уверено, что границы между группировками были не столь четкими, так как в составе оппозиции тоже были латиняне.
Согласно Никите Хониату, сторонники Марии Комнины решили убить протосеваста. Последний узнал о заговоре и приказал арестовать его участников, но Мария укрылась в соборе Святой Софии, где получила поддержку патриарха Феодосия и горожан. В Константинополе началось восстание, поддержанное отрядом Рене Монферратского. Протосеваст призвал в столицу войска из провинций, но после недели боёв ему пришлось предоставить заговорщикам полную амнистию.
Теперь позиции Алексея оказались под угрозой: он продемонстрировал жителям столицы свои жестокость и слабость одновременно. К тому же протосеваст сместил и отправил в заключение поддержавшего повстанцев патриарха, но вскоре согласился восстановить его в должности по просьбе императрицы Марии. Триумфальное возвращение Феодосия в патриарший дворец стало для Алексея ещё одним ударом.
Вскоре появилась новая угроза в лице двоюродного брата Мануила Андроника Комнина, наместника в Пафлагонии. Он внимательно следил за событиями в столице и с определённого момента слал Алексею II, патриарху и другим высокопоставленным лицам письма, в которых оплакивал узурпацию протосевастом верховной власти и говорил о себе как о защитнике прав юного императора. В 1182 году Андроник пошёл на Константинополь во главе армии. Он продвигался медленно, рассчитывая, что победу мятежу обеспечит главным образом пропаганда, и почти не встречал сопротивления. Собранное протосевастом войско во главе с Андроником Дукой Ангелом было разбито при Никомедии, его командир, обвинённый в растрате, сам перешёл на сторону мятежников.
Алексей предложил Андронику помилование и высокий пост, но тот предъявил встречное требование — отставки протосеваста и отправки в монастырь вдовствующей императрицы. Вскоре на сторону мятежников перешёл и флот, блокировавший Босфор, последняя надежда Алексея. Протосеваст ещё располагал определёнными военными силами и ценными заложниками (в их числе были двое сыновей Андроника), но он впал в уныние и ничего больше не предпринимал. В конце апреля 1182 года в Константинополе произошло новое восстание. Алексей был арестован германскими наёмниками, несколько дней провёл в заключении в патриаршем дворце (известно, что стража всё это время не давала ему спать), а потом его привезли в Халкедон. В присутствии Андроника и его приближённых протосеваста ослепили. Вильгельм Тирский пишет, будто Алексея ещё и кастрировали, но это сообщение не подтверждается другими источниками.
О последующей судьбе Алексея, как и о судьбе его детей, родившихся в браке с Марией Дукиней, ничего не известно.